# Bătrânul și marea (roman)
Bătrânul și marea (în engleză The Old Man and the Sea) este un roman scris de Ernest Hemingway, pentru care a primit în 1953 Premiul Pulitzer pentru ficțiune.
Această nuvelă (considerată de unii critici un scurt roman), ultima operă cu adevărat importantă a lui Hemingway, reprezintă încununarea creației scriitorului atât prin sensurile ei profund umane, cât și prin măreția sobră a mijloacelor de expresie.

## Conținut
Bătrânul Santiago, pescar sărac dintr-un sat de pe coasta Cubei, se pregătește să iasă din nou în larg, la pescuit, după aproape trei luni de trudă zadarnică. Cititorul este introdus direct în subiect:
Singur într-o barcă pescuia bătrânul pe Gulf-Stream și trecuseră optzeci și patru de zile fără să-i cadă vreun pește. În primele patruzeci de zile îi ținuse tovărășie un băiat. Dar când s-a împlinit sorocul(destinul) acesta și pește tot n-au prins, părinții i-au spus băiatului, fără doar și poate, bătrânul e un salao, adică un om mai ocolit de noroc nici că se mai afla și, la porunca lor, băiatul a trecut pe altă barcă ce din prima săptămână a prins trei pești mari.
În cea de-a optzeci și cincea zi se prinde în undița bătrânului un marlin, un  pește spadă uriaș. Două zile și două nopți durează lupta îndârjită dintre om și pește care trage barca după el în larg. În sfârșit răpus, marlinul este prea mare ca să poată fi ridicat la bord și Santiago îl leagă de barcă lăsându-l în apă, dar, pe drumul de întoarcere, rechinii îl devorează cu toată împotrivirea disperată a bătrânului, care revine la țărm epuizat și aducând cu el doar scheletul peștelui. Această povestire aparent simplă reprezintă în realitate o adevărată parabolă a condiției umane, a invincibilității omului. Fiind pescar, Santiago nu exercită o profesiune oarecare, ci îndeplinește un destin, un dat tot atât de inevitabil ca și acela  de a fi om: „Poate că n-ar fi trebuit să fiu pescar! Îl străfulgeră un gând. Dar pentru asta am fost făcut.”
Lupta cu peștele simbolizează bătălia omului cu existența, încordare surdă (ca atunci când bătrânul strânge în mâinile rănite frânghia de care trage din răsputeri uriașul venit din adâncuri), înfruntarea pe față (ca la uciderea marlinului sau la lupta cu rechinii), iar rarele momente de destindere înseamnă mai ales efort cotidian, bucuria, victoria și măreția înfrângerii. Impulsul îl constituie câștigarea traiului de zi cu zi, dar lupta ajunge să semnifice, dincolo de satisfacerea necesitaților materiale, dorința omului de a-și afirma propria valoare, ca justificare a existenței. Dar bucuria afirmării, a triumfului este repede urmată de pierderea a ceea ce a fost dobândit cu trudă și suferință: „Era prea frumos ca să dăinuie” – este gândul bătrânului la atacul rechinilor. Iar când își pune singur întrebarea: „Și ce te-a înfrânt?”, răspunsul este: „Nimic. [...] Am ieșit prea în larg!”, pescarul apărându-ne astfel înscris într-un mit al îndrăznelii si semeției omului, care începe cu Icar, prăbușit fiindcă se apropiase prea mult de soare. 
Ca și la eroii tragediilor antice, măreția bătrânului constă în asumarea curajoasă a eșecului, în depășirea lui prin păstrarea demnității umane. Simbolul scheletului uriaș cu care pescarul se întoarce acasă se opune simbolului maimuței albe din „Comedia modernă” a lui Galsworthy. Dacă acesta din urmă semnifică blazarea unei lumi superficiale, care gustă fără efort miezul fructului (adică plăcerile ușoare ale vieții) și îi aruncă nepăsătoare coaja, scheletul peștelui simbolizează în mod esențializat victoria morală a omului, satisfacția pe care i-o dă nu câștigul în sine, ci conștiința faptului ca și-a învins propriile slăbiciuni, că și-a depășit propriile limite. Forța și măreția omului constau în faptul că, pierzând o bătălie, nu se lasă înfrânt, ci se pregătește de alta. Bătrânul și marea se încheie cu planurile de viitor pe care și le fac Santiago și băiatul. Descurajarea de moment a bătrânului face treptat loc unui optimism exprimat prin proiecte concrete, aparent mărunte, dar care, dau senzația revenirii la viață.